# الزرادشتية في لبنان
الزرادشتية في لبنان، يُعد معتنقو الديانة الزرادشتية في لبنان أقلية دينية، حيث يُقدَّر عدد أفراد الطائفة الزرادشتية في لبنان ما بين 100 إلى 500 فردًا فقط.

## لمحة تاريخية عن الزرادشتية في لبنان
تُعتبر الزرادشتية واحدة من أقدم الديانات في العالم، إذ يعود تاريخ ظهورها لما يزيد عن 3500 سنة في بلاد فارس، والتي شملت أراضي إيران وأفغانستان وأذربيجان وأجزاء من الهند. لا يعبد الزرادشتيون النار مثلما يعتقد البعض، ولكنّهم يقدسون النار كأحد عناصر الحياة، ويستخدمونها في صلواتهم كرمز للتطهير والتنقية وكبوابة لزرادشت. فبعد الإطاحة بشاه إيران، أصبحت بيروت موطناً لعدد كبير من اللاجئين الزرادشتيين، والذي اختاروا مثل كثيرين غيرهم لبنان ليكون موطنهم وملجأ لهم، لأنهم كانوا يعرفون أنهم أحرار في ممارسة شعائرهم الدينية بحرية دون ظلم. لكن هذا لم يحدث، حيث لم يُسمح لهم بإقامة معابد للزرادشتية يتعبدون فيها، في حين واجهوا انتقادات شديدة من العديد من الجماعات الدينية اللبنانية.